# Шевченко Федір Федорович
Фе́дір Фе́дорович Шевче́нко (нар. 24 липня 1924, Новоданилівка — пом. 1 вересня 1980, Запоріжжя) — український радянський живописець. Член Спілки художників України з 1960 року.

## Біографія
Народився 24 липня 1924 року в селі Новоданилівціа (нині Оріхівський район Запорізької області, Україна). Початкову мистецьку освіту здобув у образотворчій студії Запорізького Палацу піонерів під керівництвом І. Ф. Федяніна. 1950 року з відзнакою закінчив Дніпропетровське художнє училище (викладачі — М. Панін, В. Ховаєв, О. Куко, М. Погрібняк). Член КПРС з 1966 року.
В 1965 і 1977 роках обирався головою правління Запорізької організації Спілки художників України. Вів педагогічну діяльність. Протягом 25 років керував образотворчою студією Палацу культури металургів заводу «Запоріжсталь».
Помер в Запоріжжі 1 вересня 1980 року.

## Твори
Працював у галузі тематичної картини й портрету:
- «На колгоспному дворі» (1959);
- «Земляки» (1963—1964);
- «Трудова вахта» (1965);
- «Запорізькі сталевари» (1965—1967);
- «Телятниця» (1966—1967);
- «Напуття вождя» (1969, в співавторстві з І. Обеременком);
- «Будівники Дніпрогесу» (1969—1970);
- «Залп Перемоги» (1970);
- портрет будівельника Дніпрогесу К. Трута (1970);
- «На фронтових дорогах» (1975).

Твори зберігаються в Запорізькому художньому музеї.

## Відзнаки
- Заслужений художник УРСР з 1975 року;
- Нагороджений орденом «Знак Пошани»[2].